# Vladimír Godár
Vladimír Godár (ur. 16 marca 1956 roku w Bratysławie) – słowacki kompozytor, pisarz i tłumacz książek o historii muzyki.

## Życiorys

### Edukacja
W latach 1964–1971 uczęszczał do publicznej szkoły muzycznej do klasy fortepianu. Od 1969 do 1971 roku pobierał prywatne lekcje kompozycji u boku Petera Bartovica. Przez kolejne cztery lata uczył się Konserwatorium w Bratysławie, gdzie ćwiczył kompozycję u boku Juraja Pospíšila, zaś grę na fortepianie u Márii Masarikovej. W latach 1975–1980 studiował kompozycję u Dezidera Kardoša na Akademii Muzycznej i Sztuk Scenicznych w Bratysławie.
W latach 1985–1991 był wykładowcą na wydziale kompozytorskim Akademii Sztuk Scenicznych w Bratysławie. Od 1988 do 1989 roku studiował na Hochschule für Musik und darstellende Kunst w Wiedniu, potem ukończył studia na Instytucie Muzykologii Słowackiej Akademii Nauk. W latach 1992–1996 był muzykologistą tego instytutu. W czerwcu 1993 roku obronił pracę doktorską.
Od 1997 roku jest wykładowcą w Katedrze Estetyki na Wydziale Filozofii Uniwersytetu Komeńskiego w Bratysławie. W latach 2001–2007 gościnnie uczył kompozycji na Akademii Sztuk w Bańskiej Bystrzycy. Od 2011 do 2015 roku był wykładowcą na Wydziale Kompozycji i Dyrygentury na Uniwersytecie Sztuk Scenicznych w Bratysławie.

### Kariera
W 1979 roku zaczął pracę jako redaktor książek muzycznych w wydawnictwie Opus, gdzie pracował do 1988 roku. W 1983 roku skomponował muzykę do pierwszego filmu – Rudolf Uher w reżyserii Vladimira Kubenki. W 1984 roku został członkiem Unii Słowackich Kompozytorów, a od 1990 roku – Stowarzyszenia Słowackich Kompozytorów, części Unii Muzyki Słowackiej. W styczniu 1990 roku został przewodniczącym tego stowarzyszenia, tę funkcję pełni też w latach 2008-2009.
W 1984 i 1986 roku otrzymał Nagrodę im. Jána Levoslava Belli. W latach 1991–1996 był redaktorem naczelnym rewii „Slovenská hudba”. Od 1993 do 1994 roku był kompozytorem Filharmonii Słowackiej. W latach 1997–1999 był dyrektorem wydziału wydawniczego Narodowego Centrum Muzyki. Od 1999 roku pełni funkcję dyrektora wydawnictwa Scriptorium musicum.
W 1996 roku był nominowany do Czeskiego Lwa za muzykę do filmu The Garden. W 1999 roku otrzymał nagrodę na 1. Międzynarodowym Festiwalu Filmowym w Bratysławie za scenariusz, reżyserię i muzykę do filmu The Idiot Returns. W tym samym roku odebrał Czeskiego Lwa oraz nagrodę im. Dežo Ursiny za tę produkcję. W 2001 roku zdobył Nagrodę im. Georgesa Delerue za film Landscape.
W 2005 roku otrzymał Czeskiego Lwa za muzykę do filmu The City of Sun or Working Class Heroes. Od 2008 roku jest dyrektorem Komitetu Muzycznego Festiwalu w Bratysławie. Rok później założyłstowarzyszenie „Albrechtina”.
Vladimír Godár od lat współpracuje z czeską skrzypaczką, piosenkarką i kompozytorką Ivą Bittovą. W swojej karierze zajmował się m.in. odświeżeniem muzyki oraz przypomnieniem sylwetki XIX-wiecznego kompozytora Jána Levoslava Belli.

## Nagrody
- W 2006 roku otrzymał Krištáľové krídlo[4]
- W 2021 roku został odznaczony Orderem Ľudovíta Štúra III klasy[5].

## Dyskografia

### Albumy studyjne
- Hajdu Dance (1982)
- Talisman, Nocturne for Violin, Violoncello and Piano (1985)
- Partita for 54 String Instruments, Harpsichord, Kettledrums and Tubular Bells (1989)
- Daj Boh šťastia tejto zemi (1993)
- De Profundis III (1994)
- Chamber Music (1996)
- Music for Cello (1999)
- 20 Centuries of Music in Slovakia (1999)
- Barcarolle – Music for Violin (2001)
- Music to Martin Šulík’s Films (2002)
- Short Cuts (2003)
- Slovak Cello Music (2003)
- Music for Cello and Harp (2004)
- Visegrad 4 – 4 Violoncellists (2005)
- Nostalgia – Piano Trios (2005)
- Cello in Recital Live London at St. John’s, Smith Square (2005)
- Mater (2006)
- Homeland Pieces (2006)
- Tombeau de Bartók (2006)
- New Slovak Music for Piano (2006)
- Cellomania (2007)
- Archi di Slovakia (2007)
- Hevhetia Classic & Contemporary Compilation (2008)
- Šeban – Godár – Breiner – Kolkovič (2008)
- Sweet is the Memory (2009)
- Europa Cantat XVII Utrecht, EC13 (2009)
- Candybox (2010)
- So sweet a melody (2010)
- Slovak Music for Guitar Quartet (2010)
- Querela pacis (2010)
- Milan Paľa Violin Solo (2011)
- Lullabies Apollonia Vanova (2012)
- Kafenda – Vilec – Godár (2013)
- Martin Burlas, Vladimír Godár: Klavírna hudba/Piano Works (2013)
- The New Organ in Dolný Kubín (2015)
- Crux (2016)

### Muzyka filmowa
- Rudolf Uher'' (1983)
- Angle of Approach'' (1984)
- Staccato'' (1985)
- A Peacock’s Feather'' (1987)
- Ballade'' (1987)
- In the Town Full of Umbrellas'' (1989)
- Linen, Wicker, Timber (1990)
- Fly of the Asphalt Pigeon (1990)
- Tenderness (1991)
- Variations of Fame (1991)
- Jurošík the Bandit (1991–1993–2009)
- Strangers (1992)
- Wishes (1992)
- Everything I Like (1992)
- Generations (1993)
- Baščovanský and his Son-in-Law (1994)
- The Garden (1995)
- The Higher Power (1996)
- Orbis pictus (1997)
- The Idiot Returns (1998)
- Half-clearly (1999)
- Landscape (2000)
- Requiem (2001)
- The Miracle (2003)
- The City of the Sun or Working Class Heroes (2005)
- Silver Smell of Frost (2005)
- Maykomashmalon (2007)
- The Country Teacher (2008)
- Gypsy (2011)
- Judge Me And Prove Me (2013)
- A Step into the Dark (2014)